# Spanish Colonial Revival-architectuur

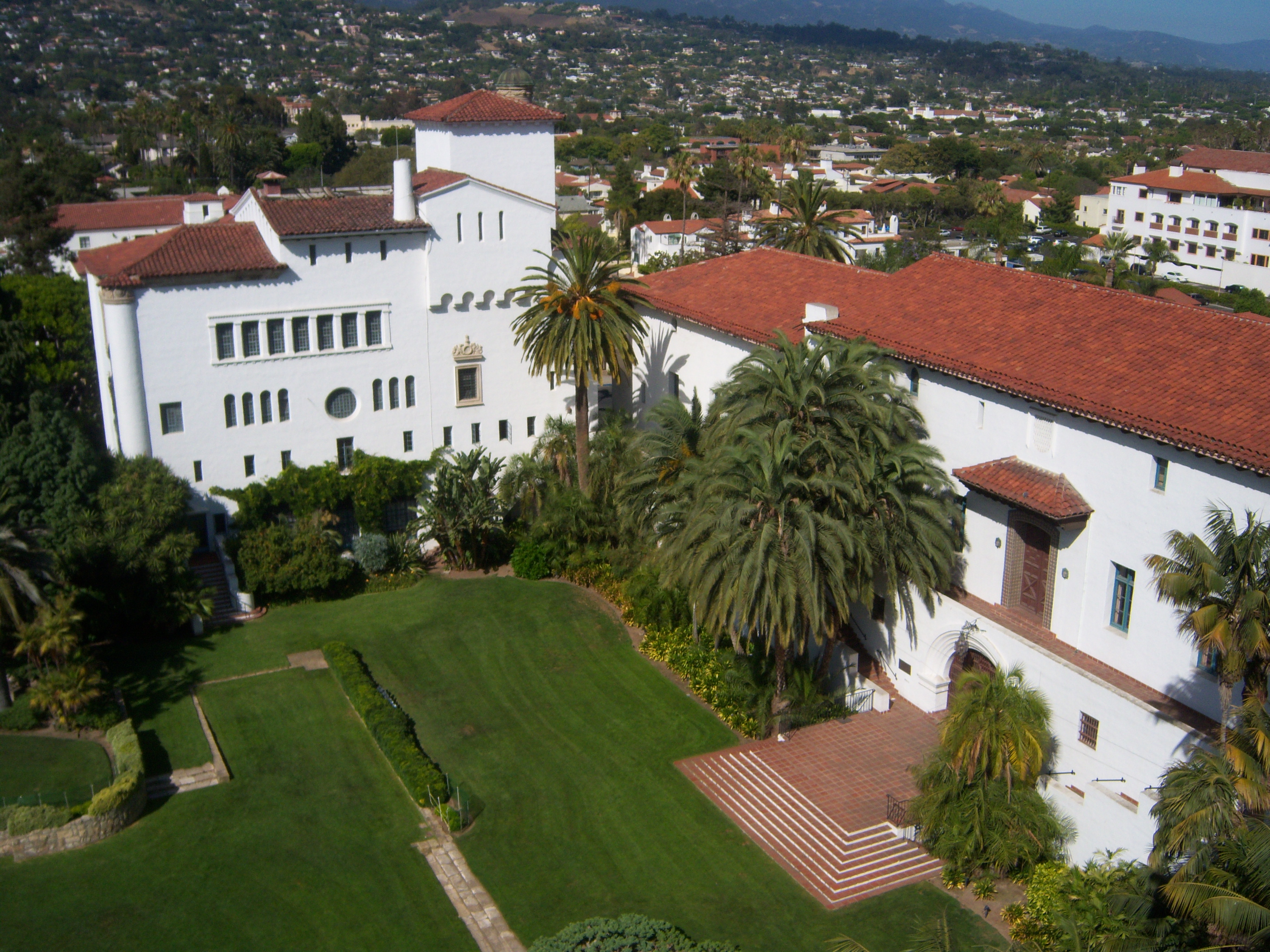
Het Santa Barbara County Courthouse, naar een ontwerp van William Mooser III, werd in 1929 voltooid.

De Spanish Colonial Revival-architectuur (Engels: Spanish Colonial Revival Style) was een Amerikaanse bouwstijl uit begin 20e eeuw, die haar oorsprong kende in de staten Californië en Florida als een regionale, historiserende architectuur. De architectuur is gebaseerd op de Spaans-koloniale bouwwerken in de Nieuwe Wereld. Eigenschappen en elementen uit die bouwstijl werden herontdekt en vernieuwd. Voorts bouwde men voort op de Mediterranean en Mission Revival-architectuur die aan het eind van de 19e eeuw waren opgekomen. Het enorme succes van de roman Ramona van Helen Hunt Jackson uit 1884 en de opening van het Panamakanaal in 1914 droegen bij aan de totstandkoming van de Spanish Colonial Revival-stijl. Het was tijdens de Panama-California Exposition van 1915 in San Diego dat de nieuwe bouwstijl zijn definitieve vorm kreeg en nationale bekendheid verwierf. Vooral in Californië genoot ze tot begin jaren 30 een enorme populariteit.

## Prominente architecten
| - Addison Mizner - Bertram Goodhue - Carleton Winslow - Edwin Lewis Snyder - Elmer Grey - George Washington Smith - James Gamble Rogers II - John Byers - Julia Morgan | - Kiehnel and Elliott - Lutah Maria Riggs - Mary Colter - Maurice Fatio - Reginald Johnson - Richard Requa - Roy Place - Wallace Neff - William Templeton Johnson |